# The Spinto Band
The Spinto Band est un groupe de rock indépendant américain, originaire de Wilmington, dans le Delaware.

## Biographie
Le groupe se compose initialement de Joe Hobson, son frère Jeff Hobson, Nick Krill, Thom Hughes, Jon Eaton, Albert Birney (qui a quitté le groupe aujourd'hui) et Sam Hughes.
L'idée de fonder ce groupe revient à Nick Krill, qui a découvert des paroles de chansons écrites par son grand-père guitariste, Roy Spinto : le groupe s'appelle The Spinto Band en son honneur. Les sept membres essayent alors de reprendre les textes du grand-père Spinto en musique, pour se lancer ensuite dans la composition de leurs propres chansons.
Le groupe est inspiré par divers autres groupes comme Weezer, les Beach Boys, Pavement, ou encore les Flaming Lips. Quant aux débuts du groupe : « Chaque groupe qu'on connaissait jouait dans un garage et sur scène. Ils faisaient plusieurs concerts, puis partaient, ‘Hé mec, on doit déjà partir pour enregistrer ?’ Mais on avait que ce sous-sol à la con et on ne faisait qu'enregistrer, alors on avait genre 20 90-minutes de bande avant de jouer notre premier concert. »
En moins de huit ans de carrière, le groupe publie pas moins de sept albums auto-produits. Puis en 2006, The Spinto Band sort l'album Nice and Nicely Done porté par Oh Mandy, Did I Tell You, Brown Boxes. Leur morceau Direct to Helmet est le thème musical de la publicité télévisuelle d'Yves Rocher en France en 2007.
Leur album Cool Cocoon est publié le 5 février 2013 aux États-Unis. Le morceau d'ouverture, Shake It Off, est publié sur SoundCloud en novembre,. Une réédition de leur album Nice and Nicely Done est publiée en juin 2017. Il comprend 13 chansons bonus issues des sessions de l'album.

## Membres

### Membres actuels
- Nick Krill - guitare, chant
- Thomas Hughes - basse, chant
- Jeffrey Hobson - batterie
- Sam Hughes - claviers
- Joey Hobson - guitare, chœurs

### Anciens membres
- Albert Birney (jusqu'à Nice and Nicely Done)[5],[6]
- Jon Eaton - guitare (1995-2011)[7]